# Eristalis notata
Eristalis notata är en tvåvingeart som först beskrevs av Jacques-Marie-Frangile Bigot 1885.  Eristalis notata ingår i släktet slamflugor, och familjen blomflugor. Inga underarter finns listade i Catalogue of Life.